# -akker
Het toponiem -akker is een regelmatig gebruikte aanduiding bij een plaatsnaam. Het verwijst naar een stuk bewerkte grond, ook wel akker genoemd.

## Voorbeelden
- Boerakker
- Biest-Houtakker
- Duurkenakker
- Ledeacker
- Oostakker
- Vierakker
- Vrouwenakker